# محله چینی‌ها (تورنتو)
محله چینی‌ها (انگلیسی: Chinatown, Toronto) یک منطقه قومی چینی است که در مرکز شهر تورنتو تورنتو، انتاریو، کانادا واقع شده‌است. مرکز آن در تقاطع‌های خیابان اسپادینا و خیابان داندس غربی قرار دارد.